# CART World Series 1981
CART World Series 1981 vanns av Rick Mears.

## Delsegrare
| Datum        | Bana         | Vinnare           |
| ------------ | ------------ | ----------------- |
| 22 mars      | Phoenix      | Johnny Rutherford |
| 7 juni       | Milwaukee    | Mike Mosley       |
| 28 juni      | Atlanta      | Rick Mears        |
| 28 juni      | Atlanta      | Rick Mears        |
| 25 juli      | Michigan     | Pancho Carter     |
| 30 augusti   | Riverside    | Rick Mears        |
| 5 september  | Milwaukee    | Tom Sneva         |
| 20 september | Michigan     | Rick Mears        |
| 4 oktober    | Watkins Glen | Rick Mears        |
| 18 oktober   | Mexico City  | Rick Mears        |
| 31 oktober   | Phoenix      | Tom Sneva         |

## Slutställning
| Plats | Förare                | Poäng |
| ----- | --------------------- | ----- |
| 1     | Rick Mears            | 304   |
| 2     | Bill Alsup            | 187   |
| 3     | Pancho Carter         | 166   |
| 4     | Gordon Johncock       | 142   |
| 5     | Johnny Rutherford     | 120   |
| 6     | Tony Bettenhausen Jr. | 107   |
| 7     | Bobby Unser           | 99    |
| 8     | Tom Sneva             | 96    |
| 9     | Bob Lazier            | 92    |
| 10    | Al Unser              | 90    |